# Phytodietus rufiventris
Phytodietus rufiventris là một loài tò vò trong họ Ichneumonidae.